# Alain Verheij
Alain Verheij (Rotterdam, 2 januari 1989) is een Nederlandse schrijver, columnist, spreker en theoloog.

## Levensloop
Verheij groeide op in Rotterdam in een protestants gezin. Hij ging naar het Marnix Gymnasium en studeerde aansluitend theologie en bijbelwetenschappen aan het Nederlands Gereformeerd Seminarie. Hierna studeerde hij nog aan de Universiteit Leiden de Hebreeuwse Bijbel en Ugaritische taal met als bijvak het Nieuwe Testament. In 2014 rondde hij deze studie af.
Verheij schreef diverse interviews voor het Nederlands Dagblad en De Nieuwe Koers. Ook was hij regelmatig als commentator te horen bij het radioprogramma De Ochtend. Sinds eind 2024 is Verheij columnist bij het dagblad Trouw.